# Bruce Sinofsky
Bruce Sinofsky (Boston, Massachusetts, 31 de marzo de 1956 - 21 de febrero de 2015) fue un director, productor y editor estadounidense de documentales, ganador de un premio Emmy entre otros. Comenzó su carrera en Maysles Films, la compañía de Albert y David Maysles, donde conoció a Joe Berlinger, con el que compartiría varios trabajos fílmicos en años posteriores.

## Biografía
Sinofsky nació en Boston, Massachusetts. Estudió en el Universidad del Atlántico de Newton, Massachusetts y se graduó en el Tisch School of the Arts de la Universidad de Nueva York en 1978.
Como editor en Maysles trabajó en publicidad y películas hasta 1991, entonces junto a Joe Berlinger crearon su propia productora, Creative Thinking International. De manera conjunta han producido, editado y dirigido documentales que han aparecido en más de 50 listas de críticos especializados[cita requerida], como Paradise Lost: The Child Murders at Robin Hood Hills, Brother's Keeper, Hollywood High y Some Kind of Monster.
Fue galardonado en los Premios del Sindicato de Directores, Emmy, Premios Independent Spirit y en el Festival de Cine de Sundance. Además fue nominado, junto a Joe Berlinger, al mejor documental largo en los Premios Óscar de 2011 por el documental Paradise Lost 3: Purgatory.

## Obra
Su trabajo abarca varios estilos, incluyendo cine de realidad.
La primera película documental dirigida por Sinofsky en 1992 fue Brother's Keeper, donde narra la historia de Delbart Ward, un anciano de Munnsville, Nueva York, acusado de asesinato en segundo grado por la muerte de su hermano William. El crítico Roger Ebert en su reseña en el Chicago Tribune dijo un extraordinario documental sobre lo ocurrido tras unirse un pueblo para detener lo que la gente veía como una injusticia del sistema judicial.
En Metallica: Some Kind of Monster realiza un seguimiento de la banda Metallica en la terapia de grupo a la que se sometió antes de grabar su primer álbum en cinco años.
En la trilogía Paradise Lost narra los juicios llevados contra tres adolescentes acusados de asesinar y mutilar a tres niños de la localidad de West Memphis (Arkansas). También realizó un documental.

## Filmografía
- 2011 Paradise Lost 3: Purgatory
- 2009 San Quentin Film School (Serie documental)
- 2007 Addiction (Segmento: South Boston Drug Court)
- 2004 Some Kind of Monster
- 2003 Hollywood High
- 2002 One Who Day
- 2000 Paradise Lost 2: Revelations
- 2000 FanClub
- 1998 Where It's At: The Rolling Stone State of the Union
- 1995 Paradise Lost: The Child Murders at Robin Hood Hills
- 1992 Brother's Keeper
- 1989 Outrageous Taxi Stories (como editor)

## Premios y distinciones
Premios Óscar
| Año  | Categoría              | Trabajo nominado           | Resultado |
| ---- | ---------------------- | -------------------------- | --------- |
| 2012 | Mejor documental largo | Paradise Lost 3: Purgatory | Nominado  |